# Gefecht bei Königinhof
Custozza – Hühnerwasser – Podol – Nachod – Trautenau – Langensalza – Skalitz – Münchengrätz – Gitschin – Königinhof – Schweinschädel – Königgrätz – Dermbach – Kissingen – Mainfeldzug – Frohnhofen – Aschaffenburg – Lissa – Bezzecca – Blumenau – Hundheim – Tauberbischofsheim – Werbach – Helmstadt – Gerchsheim – Uettingen/Roßbrunn
Das am 29. Juni 1866 geführte Gefecht bei Königinhof war das vorletzte Gefecht zwischen Preußen und Österreichern vor der Schlacht von Königgrätz, die vier Tage später stattfand.

## Ausgangssituation
Das preußische I. Korps war am 27. Juni in der Schlacht bei Trautenau vom österreichischen X. Armeekorps unter FML Ludwig von Gablenz geschlagen worden. Die Truppen des Generals von Bonin verloren ihre Rolle als Führungsformation und wurden darin am nächsten Tag durch das preußische Gardekorps unter Prinz August von Württemberg abgelöst. Gablenz zog sein erschöpftes Korps von Trautenau nach Soor zurück und bat seinen Vorgesetzten FZM Benedek um Verstärkung. Gablenz versuchte den Vormarsch der Gardetruppen durch konzentriertes Artilleriefeuer aus Norden und Osten auf Staudenz zu lenken und dort festzuhalten. Er wollte damit Einheiten des herankommenden IV. Korps unter FML Tassilo Graf Festetics die Möglichkeit verschaffen, die Garde von Süden her in die Flanke treffen. Am 28. Juni kam es infolge zum Gefecht von Soor und Burkersdorf. Die preußische 1. Gardedivision unter Führung von Generalleutnant Wilhelm Hiller von Gärtringen drängte die österreichischen Verteidiger bei Staudenz erfolgreich zurück. Gleichzeitig konnte weiter nördlich die 2. Garde-Division unter General Heinrich von Plonski die österreichische Brigade Grivicic vom restlichen X. Korps abschneiden und diese im Gefecht bei Burkersdorf nahezu vollständig aufreiben.
Dem Befehl des Chef des Generalstabes von Moltke entsprechend, suchte das Gardekorps nach den Gefechten bei Burkersdorf und Alt-Rognitz die Verbindung mit dem I. Armee-Korps sowie mit dem V. Armee-Korps an der Elbe bei Königinhof. General von Moltke erwartete in den nächsten Tagen die Vereinigung der gesamten preußischen II. Armee zwischen Gradlitz und Königinhof. Die geschlagenen und zurückweichenden Österreicher stellten dem weiteren Vordringen der preußischen Gardetruppen an der Elbe nur mehr schwache Kräfte entgegen.

## Das Gefecht
Das Gros des österreichischen IV. Korps hatte sich weiter in südwestlicher Richtung auf Königinhof abgesetzt. Unter dem Befehl von Oberst von Stocklin erwartete das Infanterie-Regiment Coronini Nr. 6 (Ungarn), von der Brigade Fleischhacker im nordöstlichen Vorfeld und in der Stadt selbst die Preußen. Im Südwesten der Stadt, mit der Elbe als natürliches Hindernis vor sich, standen zudem mehrere Batterien Artillerie. Diese gehörten zum zurückweichenden österreichischen X. Armeekorps.
Die Preußen näherten sich Königinhof mit seinen zwei wichtigen Elbübergängen aus nordöstlicher Richtung, durch den Königreichwald kommend auf der Königinhofer Chaussee. Im Wald selbst, beiderseits der Königinhofer Chaussee, bot sich den Gardetruppen bereits ein Bild geschlagener Truppen des Feindes. Zurückgelassene Ausrüstungsgegenstände aller Art waren zu sehen.
Gegen 15 Uhr trat die Avantgarde unter Oberst von Kessel aus dem Königreich-Wald. Abziehende feindliche Kolonnen jenseits der Elbe ausmachend, ließ von Kessel zwei Batterien in Stellung bringen und den Gegner unter Feuer nehmen. Während die Avantgarde ihren Vormarsch fortsetzte, blieb die Kanonade aufgrund der zu großen Entfernung wirkungslos. Indes kam es nunmehr zu einem ersten Geplänkel, der im Vorfeld der Stadt wartenden Einheiten von Stocklins. Diese hatten in Kornfeldern Deckung genommen und nahmen nun die ersten Preußen unter Feuer. Oberstleutnant Waldersee an der Spitze der vorgehenden 2. Jäger-Kompanie und der 9. Kompanie des Garde-Füsilier-Regiments entfaltete seine Männer unverzüglich und versuchte seinerseits die Österreicher zu umgehen. Da Waldersee die 10., 11. Und 12. Kompanie schnell nachzog, gaben die Österreicher ihre Position im Vorfeld der Stadt auf. Sie zogen sich geordnet, wenn auch unter bedeutenden Verlusten in die Stadt zurück.
Oberst von Stocklins Männer hatten sich am Nordeingang der Stadt gut verschanzt, dennoch brachen die Preußen bereits im ersten Ansturm in die Stadt. Die 10. und 11. Kompanie der Garde-Füsiliere konnten hier die ersten Gefangenen machen und erreichten sogar den Marktplatz. Als die beiden 12. Kompanien des 1. Garde-Regiments und der Garde-Füsiliere der Preußen auf anderen Wegen in die Stadt drängten, entwickelten sich lebhafte Scharmützel, in deren Folge die Österreicher immer mehr zusammengedrängt wurden. Aus einer unübersichtlichen Situation heraus verlor das Infanterie-Regiment Coronini sogar die Fahne seines 3. Bataillons. Von diesem Zwischenfall überrascht, ergab sich ein Großteil des Regiments. Wenige entkamen über die noch offenen Elbbrücken zu den eigenen Truppen.
Die Preußen stießen hernach zu den Elbbrücken vor. Zuerst wurde die westliche Elbbrücke durch die 12. Kompanie der Garde-Füsiliere kampflos genommen. Zu der südlichen Brücke wurde die 9. Kompanie des 2. Garde-Regiments beordert, mit der Aufgabe die Brücke einzunehmen, was auch geschah. Der Kompanie waren Garde-Pioniere, unter Hauptmann von Adler beigegeben, welche nötigenfalls die Brücke zu sprengen hatte, falls nach Einnahme selbiger die Österreicher erneut in die Stadt drängen sollten. Die 9. Kompanie des 2. Garde-Regiments harrte unter Beschuss der feindlichen Batterien, bis zur Ablösung durch das Grenadier-Bataillon vom 2. Garde-Regiment tapfer an der Brücke aus.
Der Versuch der Preußen, durch Abteilungen der Garde-Husaren und Garde-Füsiliere die feindlichen Batterien samt Bedienung zur Aufgabe zu bewegen, scheiterte. So dauerte die Kanonade der Österreicher noch fort.
Befürchtungen der Preußen, die Österreicher wollten Königinhof zurückgewinnen, traten nicht ein.

## Verluste
Das Infanterie-Regiment Coronini stand von Anfang an auf verlorenen Posten. Es bewältigte seine Aufgabe, die preußischen Garde-Truppen von der Elbe fernzuhalten, ehrenvoll und opferreich. Wenngleich das preußische Gardekorps nach und nach nur etwa 5000 Mann ins Feld führte, war der Kampf dennoch ungleich, nimmt man doch an, dass sich nur etwa 800 Österreicher in und um Königinhof befanden.
Das Infanterie-Regiment Coronini ging in Königinhof nahezu unter, es verlor seinen Kommandeur, Oberst von Stocklin, welcher sich mit einem Großteil seines Regiments ergab, das 3. Bataillon verlor seine Fahne. Etwa 600 Mann büßten die Österreicher in Königinhof ein, davon 100 Tote. Die Preußen nahmen Königinhof mit verhältnismäßig geringen Opfern.